# Guilboa

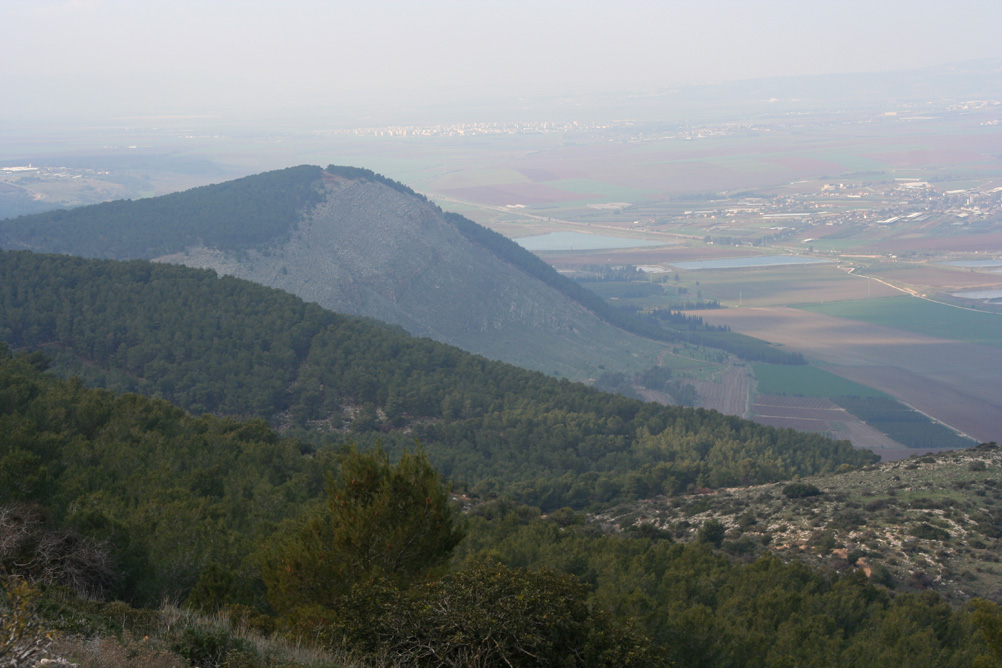
Vista de Guilboa

Guilboa (hebreu: הר הגלבוע‎) és una serralada de la vall de Jizreel a Israel, a l'est i a l'oest del riu Jordà. A la Bíblia se l'anomena muntanyes de Guilboa. S'hi lliurà la batalla de Guilboa, en la qual els filisteus van derrotar Saül i els israelites.